# 愛德華·梅尼切利
愛德華·梅尼切利（義大利語：Edoardo Menichelli；1939年10月14日—）是意大利籍天主教司鐸級樞機及安科納-奧西莫總教區榮休總主教。

## 生平
梅尼切利於1939年10月14日在意大利馬切拉塔省的市鎮聖塞韋里諾馬爾凱出生。然後，他在羅馬宗座拉特朗大學進修，在那裡他獲得了在牧靈神學碩士學位。他於1965年7月3日晉鐸。1992年至1994年任東方教會部秘書。
2000年3月18日由阿基萊·西爾維斯特里尼樞機晉牧，並獲教宗若望保祿二世任命為基耶蒂-瓦斯托總教區總主教。直到2004年3月7日，愛德華·梅尼切利接替成為安科納-奧西莫總教區正權總主教。
2015年1月4日，他被教宗方濟各在三鐘經祈禱活動結束之際，宣佈為樞機並且於隔月14日與教宗舉行共祭彌撒大典。他於該日被擢升為司鐸級樞機。並且，他被任命為東方教會部和宗座醫療牧靈理事會的成員。他於2017年7月榮休，卸下安科納-奧西莫總教區總主教一職；總主教由安傑洛·斯皮納接任。2017年9月30日，他被方濟各任命為梵蒂岡最高法院成員。

## 牧徽

愛德華·梅尼切利樞機牧徽